# Pyrrhalta viridipennis
Pyrrhalta viridipennis es una especie de insecto coleóptero de la familia Chrysomelidae.
Fue descrita científicamente en 1981 por Kimoto.